# Aéroport Léonard-de-Vinci de Rome Fiumicino
Pour les articles homonymes, voir FCO.

Carte d'Aéroport

L’aéroport international Léonard-de-Vinci (en italien : Aeroporto internazionale Leonardo da Vinci di Roma) (code IATA : FCO • code OACI : LIRF), situé à Fiumicino près de Rome, est le principal aéroport italien et de la capitale. Classé au 47e rang mondial pour les passagers transportés en 2017 (40 968 756), il est géré par Aeroporti di Roma (ADR S.p.A.) qui, depuis 1974, est la société concessionnaire de l'ensemble aéroportuaire de la capitale romaine et qui comprend outre Fiumicino, l'aéroport international Giovan Battista Pastine, situé à Ciampino.
Avec un trafic de 43,5 millions de passagers en 2019 (sans l'aéroport de Rome-Ciampino) et plus de 100 compagnies aériennes à destination de 230 aéroports qu'il est possible d'atteindre depuis Rome, ADR est la principale société aéroportuaire d'Italie et la 6e en Europe (518 millions d'euros de chiffre d'affaires consolidé en 2003). L'aéroport est le hub principal de ITA Airways.
Parmi les aéroports avec un trafic supérieur à 25 millions de passagers, il est considéré comme le meilleur aéroport en Europe pour la 2e année consécutive.
ADR détient également des parts d'Aeroporti di Genova S.p.A (Gênes), de la Società Aeroportuale Calabrese S.p.A (Calabre) et d'Acsa (Airports Company South Africa) (Afrique du Sud).
L'aéroport porte le nom du scientifique, artiste et ingénieur italien Léonard de Vinci (1452-1519). Des reproductions de certaines de ses œuvres et inventions les plus célèbres sont exposées à l’intérieur de l’aéroport.

## Histoire
Cette section ne s'appuie pas, ou pas assez, sur des sources secondaires ou tertiaires indépendantes du sujet. Le texte peut contenir des analyses inexactes ou inédites de sources primaires.
Pour l'améliorer, ajoutez-en, ou placez des modèles {{Source secondaire souhaitée}} ou {{Source secondaire nécessaire}} sur les passages mal sourcés. (septembre 2022)

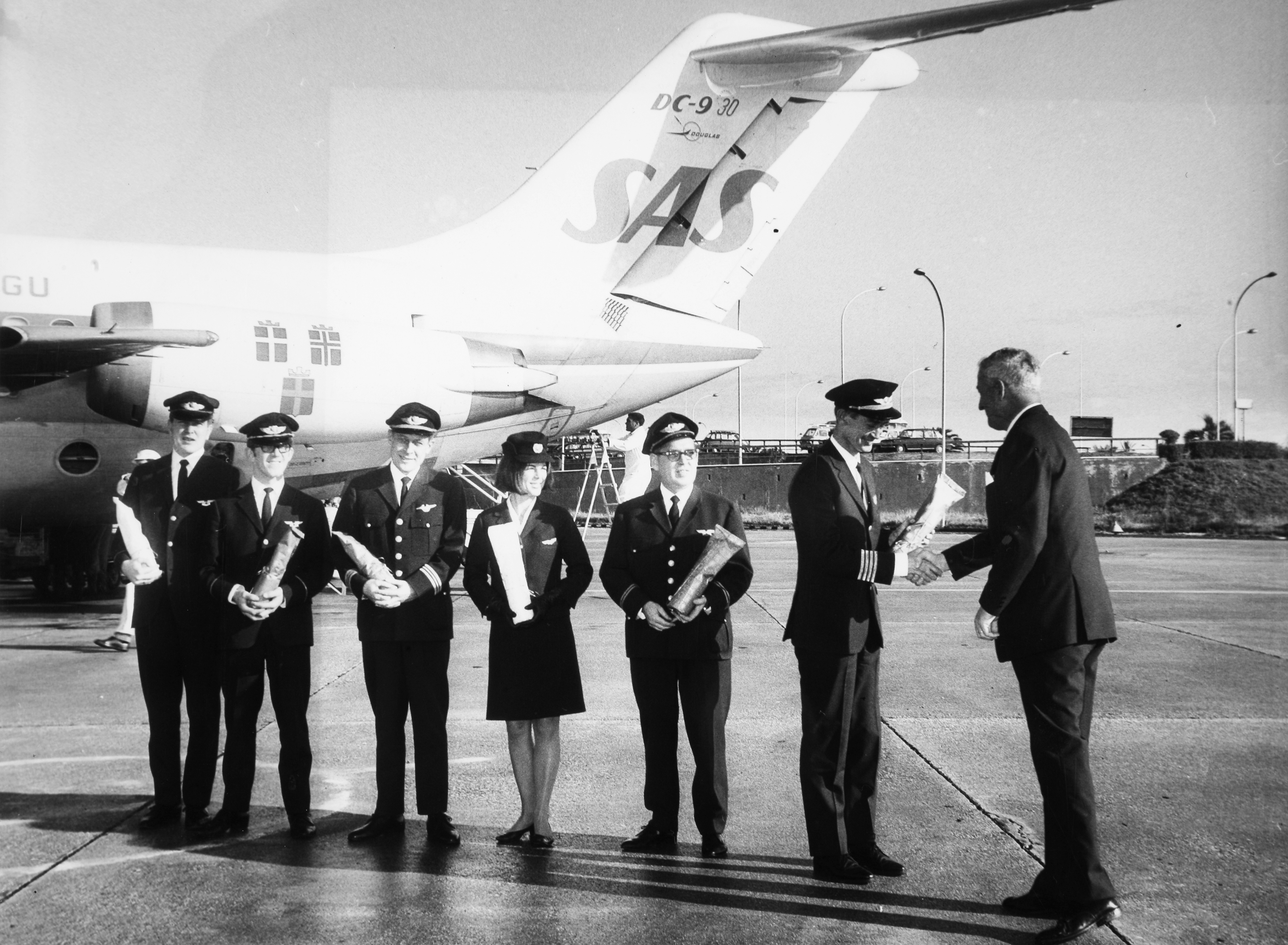
Un DC-9 de Scandinavian Airlines System (SAS) le 20 décembre 1967.

Pour faire face à l'augmentation du trafic et la saturation de l'aéroport de Ciampino, le ministère de l'Aviation italien chercha dès 1947 un nouveau lieu pour implanter un aéroport. Trois sites étaient pressentis : Magliana Vecchia (dans la zone sud ouest de Rome), Castel di Decima (au sud est) et Casal Palocco (plus éloigné et sur la route d'Ostie). Ce dernier site fut retenu. La nouvelle Direction générale de l'Aviation civile italienne présenta en 1952 un nouveau projet d'aéroport situé à l'embouchure du Tibre et composé de deux pistes perpendiculaires.
Le projet d'aérogare fut la jonction de deux propositions : d'un côté celle de MM. Moranti et Zavitteri qui avaient remporté initialement le marché, de l'autre MM. Luccichenti et Monaco dont certaines idées avaient été retenues. Le projet fut adopté définitivement en août 1958. Les travaux se déroulèrent sur 21 mois. L'inauguration eut lieu le 20 août 1960, mais uniquement pour accueillir des vols charter dans un premier temps en raison de l'ouverture des Jeux olympiques qui s'ouvraient cinq jours plus tard à Rome. Le premier vol commercial n'interviendra véritablement que dans la nuit du 14 au 15 janvier 1961 par l'atterrissage d'un Constellation de TWA en provenance de New York et qui avait fait une escale technique à Tunis.
L'aéroport n'était pas encore terminé. Alitalia commanda dans les années suivantes la construction de hangars pour ses DC 8. En 1973, la piste n° 3 fut construite ainsi qu'un nouvel hangar pour accueillir les Boeing 747. Cette même année, une loi de l'État italien décida de confier la gestion de l'aéroport à la société Aeroporti di Roma s.p.a. (AdR) qui entra en vigueur en juillet 1974.
Le 27 décembre 1985, des attaques simultanées contre les aéroports de Rome et de Vienne par le Fatah-Conseil révolutionnaire font 16 morts dans cet aéroport.
Depuis les années 1970, l'aéroport fut énormément agrandi par de nouvelles aérogares ultramodernes. Il y a actuellement quatre aérogares (Terminal A, Terminal AA, Terminal B, Terminal C). Le cinquième Terminal a été inauguré en mai 2008.
L'aéroport a actuellement quatre pistes : la 16L/34R et la 16R/34L (séparées par une distance de 4 000 mètres), la 16C/34C (utilisée comme piste de déroulage ou comme backup de la piste 16L/34R) et la 07/25 (utilisée uniquement en direction ouest à cause des vents dominants).
Depuis 2005, l'aéroport est caractérisé par des pistes pour atterrissages instrumentaux de précision de catégorie III B (système ILS). Des travaux ultérieurs ont commencé en 2007 pour faire fonctionner les aides lumineuses qui permettront de passer de dix mouvements actuellement permis en cas de fort brouillard à trente dans le futur.
Les travaux en 2008 pour la construction d'une nouvelle aérogare, le Pier C, permettront à l'aéroport de gérer les 55 millions de passagers envisagés par la société AdR dans la période 2008-2018.
En avril 2008, les travaux sur la piste 1 sont terminés. Ces travaux ont permis d'accueillir les grands avions de nouvelle génération comme l'Airbus A380.
Une deuxième tour de bureaux inauguré en septembre 2008 pour les compagnies aériennes.
Le système de cogénération sera aussi terminé en 2008 : ce système permettra à l'aéroport de produire de l'énergie en respectant l'environnement.
Un important projet d'agrandissement de l'aéroport, baptisé « Fiumicino Due » est à l'étude. Il consisterait à adjoindre deux nouvelles pistes et un nouveau terminal au nord-ouest de l'aéroport actuel. Ce projet, d'un coût de l'ordre de 12 milliards €, devrait en principe s'achever en 2037.

## Situation

### Carte des aéroports en Italie
| \| 100 km1:7 506 000 \| Abruzzes Alghero Ancône Bari Bergame Bologne Bolzano Brescia Brindisi Cagliari Catane Comiso Grosseto Coni Elbe Florence Foggia Gênes Lamezia Terme Lampedusa Milan L. Milan M. Naples Olbia Palerme Pantelleria Parme Pérouse Pise Reggio de Calabre Rimini Rome C. Rome F. Salerne Trapani Trévise Trieste Turin Venise Vérone |
| 100 km1:7 506 000 |

## Terminaux

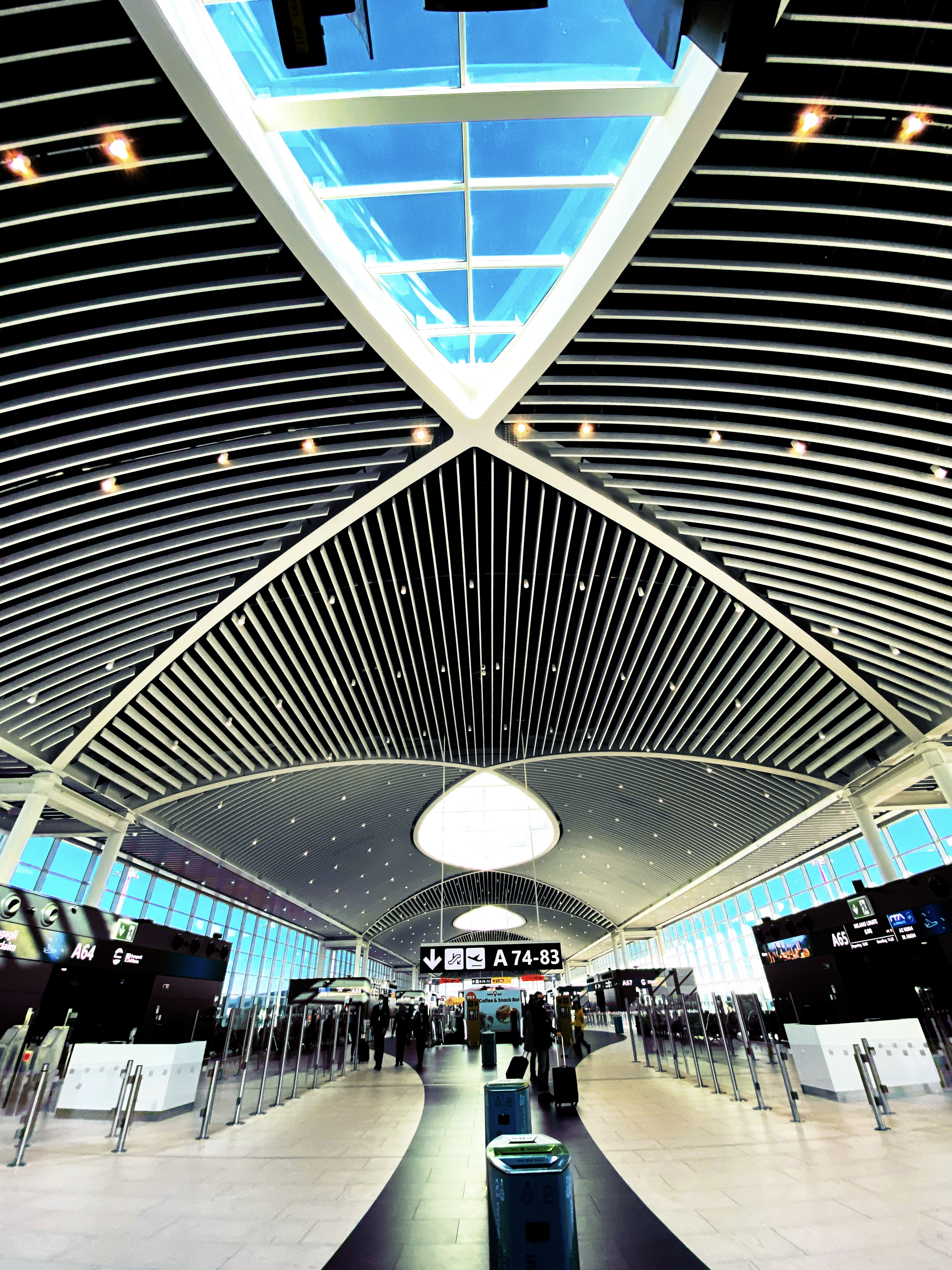
Terminal 1 intérieur en 2022.

| Nouveau nom | Nouvelle numérotation des portes                   | Compagnies aériennes                                                        |
| ----------- | -------------------------------------------------- | --------------------------------------------------------------------------- |
| T1          | B1-B13 B14-B30                                     | ITA Airways (espace Schengen) Air France et KLM Luxair de/à Luxembourg      |
| T2          | C1-C7                                              | Ryanair                                                                     |
| T3          | E24C8-C16 D1-D10 H1-H3 H6-H19 G1-G14 ("SATELLITE") | ITA Airways (espace extra-Schengen), toutes les autres compagnies aériennes |
| T5          | H20-H35                                            | vols sensibles vers les États-Unis et Israël                                |

## Compagnies aériennes et destinations

### Passagers
| Compagnies                    | Destinations |
| ----------------------------- | --- |
| Aegean Airlines               | Athènes E.-Venizélos, Thessalonique-Makedonía |
| Aer Lingus                    | Dublin |
| AeroItalia                    | - Alghero, - Bacău, - Bergame, - Bucarest–Otopeni, - Catane, - Comiso, - Olbia, - Palerme |
| Aerolíneas Argentinas         | Buenos Aires–Ezeiza |
| Aeroméxico                    | Mexico |
| Air Algérie                   | Alger |
| Air Cairo                     | Charm el-Cheikh Saisonnier : Louxor |
| Air Canada                    | Montréal (P.-E.-Trudeau), Toronto (Pearson) |
| Air China                     | Beijing–Capital, Hangzhou |
| Air Corsica                   | En saison : Ajaccio, Bastia |
| Air Europa                    | Madrid-Barajas |
| Air France                    | Paris-Charles de Gaulle |
| Air Mauritius                 | En saison : Maurice-Sir Seewoosagur Ramgoolam |
| Air Montenegro                | Podgorica |
| Air Mountain                  | En saison : Sion |
| Air Serbia                    | Belgrade |
| Air Transat                   | En saison : Montréal–Trudeau, Toronto–Pearson |
| airBaltic                     | Riga |
| AJet                          | Istanbul–Sabiha Gökçen |
| American Airlines             | Dallas/Fort Worth, Philadelphie En saison : Charlotte, Chicago–O'Hare, New York–JFK |
| Arkia                         | Tel Aviv |
| Asiana Airlines               | Séoul–Incheon |
| Austrian Airlines             | Vienne |
| Biman Bangladesh Airlines     | Dhaka |
| Blue Panorama Airlines        | Cancún, Catane-Fontanarossa, La Havane-José Martí, La Romana-Casa de Campo, Mombasa-Moi, Palerme Falcone-Borsellino, Santiago de Cuba-A. Maceo, Turin S.-Pertini (Caselle) En saison : Antalya, Bodrum-Milas, Céphalonie, Charm el-Cheikh, Corfou-I. Kapodístrias, Héraklion-N. Kazantzákis, Kos, Lampédouse, Minorque-Mahón, Marsa Alam, Pantelleria, Phuket, Prévéza-Aktion, Rhodes-Diagoras, Santorin, Skiathos-A. Papadiamándis, Zante D.-Solomós |
| British Airways               | Londres-Heathrow |
| Brussels Airlines             | Bruxelles |
| Bulgaria Air                  | Sofia |
| Cathay Pacific                | Hong Kong |
| China Airlines                | Taipei–Taoyuan |
| China Eastern Airlines        | Shanghai–Pudong, Wenzhou |
| China Southern Airlines       | Canton |
| Croatia Airlines              | Split, Zagreb En saison : Dubrovnik |
| Cyprus Airways                | Larnaca |
| Dan Air                       | Bacău |
| Delta Air Lines               | Atlanta, New York–JFK En saison : Boston, Détroit |
| easyJet                       | - Bâle/Mulhouse, - Berlin, - Bordeaux , - Bristol, - Genève, - Londres-Gatwick, - Lyon, - Manchester, - Nantes, - Nice, - Paris–Orly |
| Egyptair                      | Le Caire |
| El Al                         | Tel Aviv |
| Emirates                      | Dubaï |
| Ethiopian Airlines            | Addis-Abeba |
| Etihad Airways                | Abou Dabi |
| Eurowings                     | - Cologne/Bonn, - Düsseldorf, - Hambourg, - Prague, - Stockholm–Arlanda, - Stuttgart En saison : Nuremberg, |
| Finnair                       | Helsinki |
| FlyOne                        | Chișinău |
| Gulf Air                      | Bahreïn |
| Hainan Airlines               | Chongqing, Shenzhen |
| HiSky                         | Chișinău |
| Iberia                        | Madrid |
| Icelandair                    | Reykjavik–Keflavík |
| Iran Air                      | Téhéran-Imam Khomeini |
| Israir Airlines               | En saison : Tel Aviv |
| ITA Airways                   | - Accra, - Alghero, - Alger, - Amsterdam, - Athènes, - Bangkok–Suvarnabhumi, - Barcelone, - Bari, - Bologne, - Boston, - Brindisi, - Bruxelles, - Buenos Aires–Ezeiza, - Cagliari, - Catane, - Chicago–O'Hare, - Dakar–Diass, - Delhi, - Dubaï–International, - Florence, - Francfort, - Genève, - Gênes, - Djeddah , - Lamezia Terme, - Le Caire, - Londres-City, - Londres-Gatwick, - Los Angeles, - Madrid, - Malte, - Miami, - Milan–Linate, - Munich, - Naples, - New York–JFK, - Nice, - Palerme, - Paris–Charles de Gaulle, - Reggio de Calabre, - Rio de Janeiro/Galeão, - Riyad, - San Francisco, - São Paulo/Guarulhos, - Sofia, - Tel Aviv, - Tokyo–Haneda, - Toronto–Pearson, - Trieste, - Tunis, - Turin, - Venise, - Washington–Dulles, - Zürich En saison : - Céphalonie, - Corfou, - Héraklion-N. Kazantzákis, - Ibiza, - Lampedusa, - Malé, - Minorque, - Palma de Majorque, - Pantelleria, - Rhodes, - Split, - Tirana-Mère-Teresa Charter : Charm el-Cheikh, Hurghada, Fort-de-France |
| Jet2.com                      | Birmingham, Édimbourg, Glasgow, Leeds-Bradford, Londres-Stansted, Manchester, Newcastle upon Tyne |
| KLM                           | Amsterdam |
| KM Malta Airlines             | Malte |
| Korean Air                    | Séoul–Incheon |
| Kuwait Airways                | Koweït |
| LATAM Brasil                  | São Paulo–Guarulhos |
| LOT Polish Airlines           | Varsovie-Chopin, Varsovie-Radom |
| Lufthansa                     | Francfort, Munich |
| Luxair                        | Luxembourg |
| Middle East Airlines          | Beyrouth |
| Neos                          | - Amritsar, - Boa Vista, - Cancún, - Dakar–Diass, - La Havane, - Malé, - Marsa Alam, - Mombasa, - Sal, - Charm el-Cheikh, - Tenerife-Sud En saison : - Djerba, - Fuerteventura, - Heraklion, - Ibiza, - Karpathos, - La Romana, - Marsa Matruh, - Maurice, - Minorque, - Monastir, - Mykonos, - Nosy Be, - Palma de Majorque, - Rhodes, - Salalah, - Zanzibar |
| Nile Air                      | En saison charter : Le Caire, Louxor |
| Norse Atlantic Airways        | En saison : New York–JFK, |
| Norwegian Air Shuttle         | Copenhague, Oslo, Stockholm–Arlanda Saisonnier : Bergen |
| Onur Air                      | Antalya, Dalaman |
| Pegasus Airlines              | Istanbul–Sabiha Gökçen |
| Qantas                        | En saison : Perth, Sydney |
| Qatar Airways                 | Doha |
| Royal Air Maroc               | Casablanca |
| Royal Jordanian               | Amman–Reine Alia |
| Ryanair                       | - Alicante, - Asturies, - Athènes, - Barcelone, - Bari, - Berlin, - Brindisi, - Bruxelles, - Catane, - Cologne/Bonn, - Copenhague, - Dublin, - Eindhoven, - Faro, - Gdańsk, - Göteborg, - Gran Canaria, - Hahn, - Katowice, - Lisbonne, - Madrid, - Malaga, - Marseille, - Memmingen, - Palerme, - Paris-Beauvais, - Porto , - Riga, - Santander, - Séville , - Stockholm–Arlanda, - Tel Aviv, - Tenerife-Sud, - Toulouse, - Trapani, - Valence, - Vienne, - Vilnius, - Wrocław, - Zagreb En saison : - Billund, - Céphalonie, - Dubrovnik, - Fuerteventura, - Ibiza, - Kos, - Minorque, - Palma de Majorque, - Preveza, - Santorin, - Skiathos, - Split, - Zante Solomos |
| Saudia                        | Djeddah, Riyad |
| Scandinavian Airlines         | Copenhague, Stockholm–Arlanda En saison : Oslo |
| Sichuan Airlines              | Chengdu–Tianfu |
| Singapore Airlines            | Singapour |
| Sky Alps                      | Ancône, Crotone, Coni, Vérone En saison : Mostar |
| Sky Express                   | Athènes |
| Small Planet Airlines         | Charm el-Cheikh |
| SpiceJet                      | En saison : Amritsar |
| SunExpress                    | En saison : İzmir |
| Swiss International Air Lines | Zurich |
| TAP Air Portugal              | Lisbonne |
| TAROM                         | Bucarest–Otopeni |
| Transavia                     | Nantes, Paris–Orly, Rotterdam-La Haye En saison : Montpellier |
| Tunisair                      | Tunis |
| Turkish Airlines              | Istanbul |
| T'way Airlines                | Séoul–Incheon |
| United Airlines               | Chicago–O'Hare, Newark, Washington–Dulles En saison : San Francisco |
| Uzbekistan Airways            | Tachkent, Ourguentch |
| Volotea                       | Bordeaux, Lille, Nantes, Olbia, Strasbourg En saison : Bilbao, Brest, Tarbes |
| Vueling                       | - Alicante, - Barcelone, - Londres-Gatwick, - Malaga, - Paris–Orly, - Valence En saison : - Bilbao, - Dubrovnik, - Ibiza, - Mykonos, - Palma de Majorque, - Santorin, - Split |
| WestJet                       | En saison : Calgary |
| Wizz Air                      | - Abou Dabi, - Alicante, - Amman–Reine-Alia, - Bacău , - Bakou, - Barcelone, - Bâle-Mulhouse, - Berlin, - Bucarest–Otopeni, - Budapest, - Castellón, - Chișinău, - Cluj-Napoca, - Dammam, - Dortmund, - Eindhoven, - Erevan-Zvarnots, - Gdańsk, - Gizeh, - Göteborg, - Hambourg, - Iași, - Djeddah, - Cracovie, - Larnaca, - Lisbonne , - Londres-Gatwick, - Lyon, - Madère-C. Ronaldo, - Madrid, - Malaga, - Memmingen, - Nice, - Paris–Orly, - Porto, - Poznań , - Prague, - Reykjavik–Keflavík, - Riyad, - Rzeszów, - Séville, - Charm el-Cheikh, - Sofia, - Suceava, - Tel Aviv, - Tenerife-Sud, - Tirana, - Turku, - Valence, - Vienne, - Vilnius, - Varsovie-Chopin En saison : - Céphalonie, - Corfou, - Heraklion, - Ibiza, - Kos, - Lampedusa, - Marrakech, - Mykonos, - Palma de Majorque, - Santorin, - Sarajevo , - Skiathos, - Split, - Zante Solomos |

## Statistiques

### Passagers

#### En graphique
Le graphique qui aurait dû être présenté ici ne peut pas être affiché car il utilise l'ancienne extension Graph, désactivée pour des questions de sécurité. Des indications pour créer un nouveau graphique avec la nouvelle extension Chart sont disponibles ici.

Voir la requête brute et les sources sur Wikidata.

#### Zoom sur l'impact du covid de 2019-2020
Le graphique qui aurait dû être présenté ici ne peut pas être affiché car il utilise l'ancienne extension Graph, désactivée pour des questions de sécurité. Des indications pour créer un nouveau graphique avec la nouvelle extension Chart sont disponibles ici.

Voir la requête brute et les sources sur Wikidata.

#### En tableau
| 2000       | 2003       | 2005       | 2008       | 2009       | 2010       | 2015       | 2016       | 2017       | 2018       | 2019       |
| ---------- | ---------- | ---------- | ---------- | ---------- | ---------- | ---------- | ---------- | ---------- | ---------- | ---------- |
| 26 288 181 | 26 284 759 | 28 683 456 | 35 226 351 | 33 808 456 | 36 337 523 | 40 500 000 | 41 744 769 | 40 971 881 | 42 995 119 | 43 532 573 |

## Accès

### Voiture
L'aéroport de Rome Fiumicino se situe à 32 km de Rome. Il est facilement accessible par le Grande Raccordo Anulare (GRA) puis par l'autoroute A91 Roma-Fiumicino.

### Trains

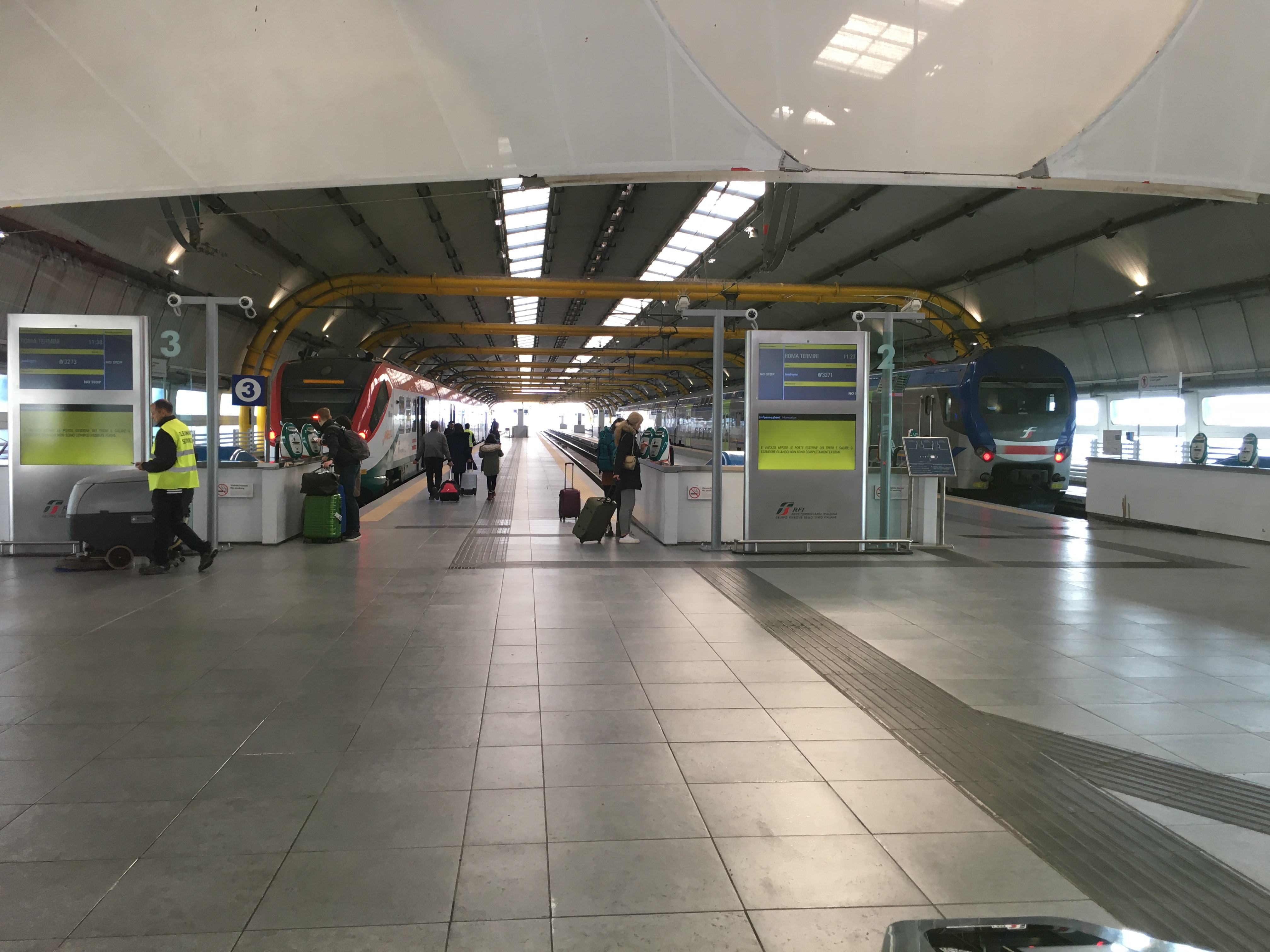
Leonardo Express à son terminus de l'aéroport de Fiumicino.

Plusieurs lignes de train desservent l'aéroport Fiumicino :
- Leonardo Express, un service sans escale dédié exclusivement aux passagers se rendant de ou vers la gare de Rome Termini. Un train toutes les 15 minutes. Le trajet dure 32 minutes ;
- la ligne ferroviaire régionale du Latium FL1, vers/depuis d'autres gares de Rome, y compris Rome Tiburtina, avec des départs toutes les 15 minutes en semaine et toutes les 30 minutes les jours fériés.

### Bus
L'aéroport de Rome Fiumicino est desservi par différentes lignes de bus (COTRAL, Stibus, TAM, Terravision).

### Taxi
Un service de taxi est disponible aux arrivées des terminaux 1 et 3.
Tous les tarifs sont fixés par la municipalité compétente et peuvent être modifiés sans préavis.
Les voitures utilisées pour le service de taxi de la ville de Rome et de la municipalité de Fiumicino sont blanches et se distinguent par le mot TAXI sur le toit et sur le numéro de licence affiché aux portes à l'arrière et à l'intérieur de la voiture.